# Soirée de combat UFC : Cannonier contre Rodrigues
UFC Fight Night: Cannonier vs. Rodrigues (également connu sous le nom d' UFC Fight Night 251 et UFC Vegas 102 ) est un  événement d'arts martiaux mixtes produit par l'Ultimate Fighting Championship qui a eu lieu le 15 février 2025, à l'UFC Apex à Enterprise, Nevada, dans la vallée de Las Vegas, aux États-Unis.

## Arrière-plan
Un combat de poids moyen entre l'ancien challenger du championnat des poids moyens de l'UFC Jared Cannonier et l'ancien champion des poids moyens de la LFA Gregory Rodrigues a été la tête d'affiche de l'événement.
Un combat de poids mouche féminin entre la gagnante de l'Ultimate Fighter : Team Peña vs. Team Nunes - poids mouches, Juliana Miller et Carli Judice était prévu pour cet événement. Cependant, Miller s'est retirée du combat en raison d'une blessure, donc le combat a été annulé et Judice a été réservée pour un autre événement.
Un combat de poids moyen entre Jacob Malkoun et Rodolfo Vieira était prévu pour cet événement. Cependant, Malkoun s'est retiré du combat en raison d'une blessure non divulguée. Il a été remplacé par André Petroski.
Un combat de poids welters entre Rinat Fakhretdinov et l'ancien champion des poids welters de la LFA Gabriel Bonfim était prévu pour cet événement. Cependant, Fakhretdinov s'est retiré du combat en raison d'une blessure non divulguée et a été remplacé par Khaos Williams.
Un combat de poids welters entre Billy Goff et Nikolay Veretennikov était prévu pour cet événement. Cependant, Veretennikov s'est retiré du combat pour des raisons inconnues et Goff a été déplacé à la Soirée de combat UFC : Cejudo contre Song une semaine plus tard pour affronter Adam Fugitt en remplacement.
Un combat de poids légers entre Jared Gordon et Kauê Fernandes était prévu pour cet événement. Cependant, Fernandes s'est retiré du combat en raison de problèmes de visa et a été remplacé par le nouveau venu promotionnel Mashrabjon Ruziboev. À son tour, bien que Gordon ait pris du poids, le combat a été annulé en raison d'une maladie de Ruziboev.

## Carte de combat
| Carte principale (ESPN+)   | Carte principale (ESPN+) | Carte principale (ESPN+) | Carte principale (ESPN+) | Carte principale (ESPN+)                  | Carte principale (ESPN+) | Carte principale (ESPN+) | Carte principale (ESPN+) |
| Catégorie                  |                          |                          |                          | Méthode                                   | Round                    | Chrono.                  | Notes                    |
| -------------------------- | ------------------------ | ------------------------ | ------------------------ | ----------------------------------------- | ------------------------ | ------------------------ | ------------------------ |
| Poids Moyens               | Jared Cannonier          | déf.                     | Gregory Rodrigues        | TKO (coups)                               | 4                        | 0:21                     |                          |
| Poids Plumes               | Youssef Zalal            | déf.                     | Calvin Kattar            | Décision (unanime) (29–28, 29–28, 29–28)  | 3                        | 5:00                     |                          |
| Poids Moyens               | Edmen Shahbazyan         | déf.                     | Dylan Budka              | TKO (coups)                               | 1                        | 1:34                     |                          |
| Poids Légers               | Nazim Sadykhov           | déf.                     | Ismael Bonfim            | TKO (arrêt du médecin)                    | 1                        | 5:00                     |                          |
| Poids Moyens               | Andre Petroski           | déf.                     | Rodolfo Vieira           | Décision (unanime) (29–28, 29–28, 29–28)  | 3                        | 5:00                     |                          |
| Carte préliminaire (ESPN+) |                          |                          |                          |                                           |                          |                          |                          |
| Poids Plumes               | Jose Delgado             | déf.                     | Connor Matthews          | KO (coups)                                | 1                        | 2:58                     |                          |
| Poids Paille Femmes        | Angela Hill              | déf.                     | Ketlen Souza             | Décision (divisée) (29–28, 28–29, 29–28)  | 3                        | 5:00                     |                          |
| Poids Mouches              | Rafael Estevam           | déf.                     | Jesús Santos Aguilar     | Décision (unanime) (29–28, 29–28, 29–28)  | 3                        | 5:00                     |                          |
| Poids Mi-moyens            | Gabriel Bonfim           | déf.                     | Khaos Williams           | Soumission technique (étranglement brabo) | 2                        | 4:58                     |                          |
| Poids Coq                  | Elijah Smith             | déf.                     | Vince Morales            | Décision (unanime) (29–28, 29–28, 29–28)  | 3                        | 5:00                     |                          |
| Poids Lourds               | Valter Walker            | déf.                     | Don'Tale Mayes           | Soumission (crochet de talon)             | 1                        | 1:17                     |                          |
| Poids Coq Femmes           | Jacqueline Cavalcanti    | déf.                     | Julia Avila              | Décision (unanime) (30–27, 30–27, 30–27)  | 3                        | 5:00                     |                          |

## Récompenses bonus
Les combattants ci-dessous ont reçu chacun un bonus 50 000$.
- Combat de la soirée: Jared Cannonier c. Gregory Rodrigues
- Performance de la soirée: Edmen Shahbazyan et Gabriel Bonfim